# Delta Gangelui

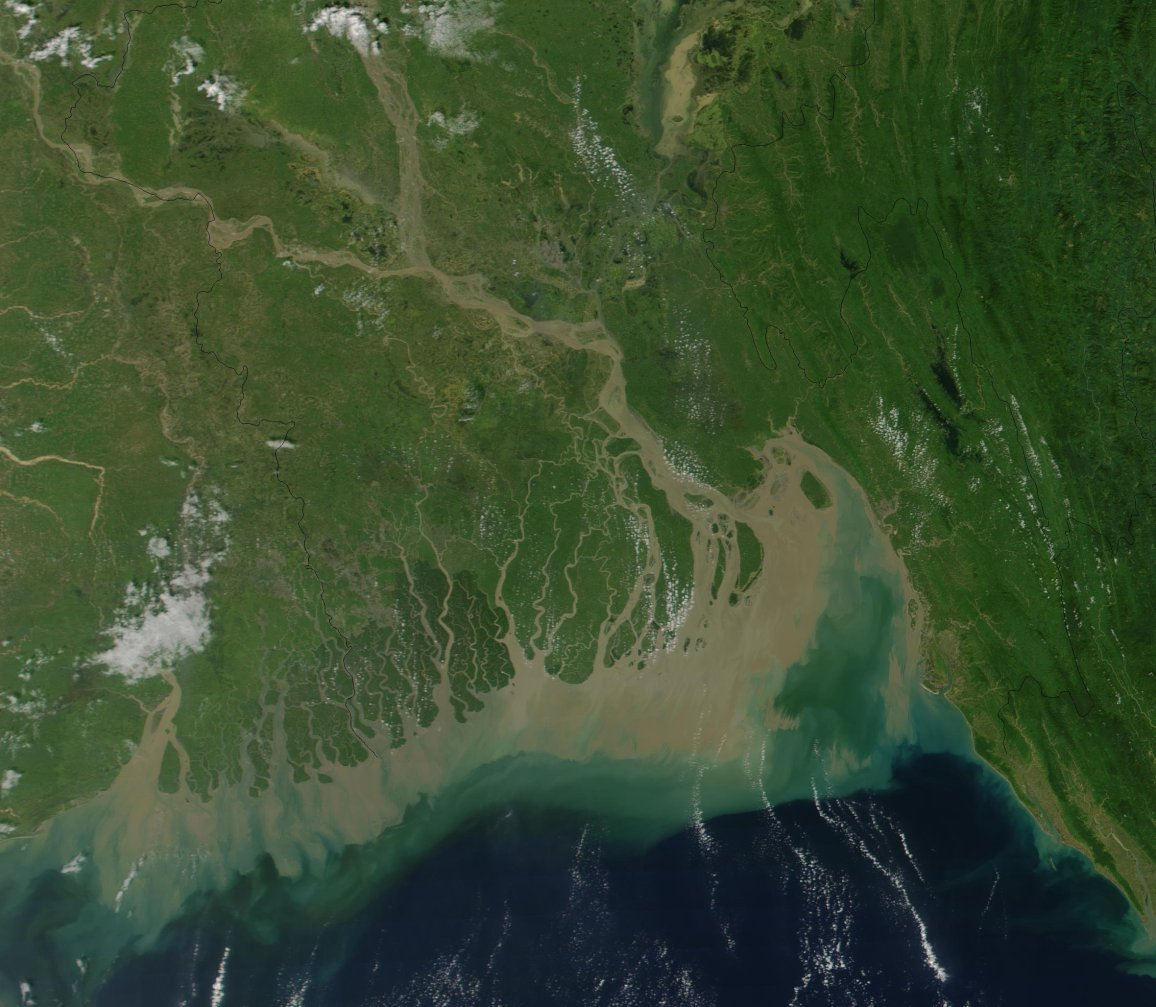
Delta Gangelui vǎzutǎ de pe orbita Pământului

Delta Gangelui (cunoscutǎ de asemenea ca Delta Gange-Brahmaputra, Delta Sunderbans, sau Delta Bengaleză) este cea mai mare deltă din lume, situatǎ în regiunea istoricǎ Bengal (în prezent 85% aparține statului Bangladesh, și respectiv 15% Indiei). Este alcǎtuitǎ din peste 240 de râuri și este formatǎ prin confluența a douǎ fluvii majore Gange și Brahmaputra.

## Date generale
Delta Gangelui are o formǎ triunghiularǎ și acoperă o suprafață de 105.640 km2, sau este de două ori mai mare decât Delta Mississippi. Bazinul râurilor care se varsă în Oceanul Indian, prin Delta fluviului Gange, include statele India, China, Bhutan, Nepal și Bangladesh. Delta este împărțită în partea esticǎ (mai activǎ) și cea vesticǎ (mai puțin activǎ). Ea este constituitǎ dintr-un labirint de canale, mlǎștini, lacuri și insule inundabile. Parcul Național Sunderbans, care găzduiește cea mai mare padure de mangrove din lume, este situat de asemenea în delta fluviului Gange.
În ciuda riscurilor de inundații și cicloane, Delta Gangelui este casǎ, pentru 150 milioane de oameni. Între 1961 și 1991, victime a acestor fenomene naturale, au cǎzut 700.000 de oameni.

## Legǎturi externe
- en  Ganges-Brahmaputra Delta Arhivat în 2 august 2007, la Wayback Machine.
- en  Ganges Delta: Most Fertile Land for Growing Jute, Kenaf, & Roselle Hemp Fibers Arhivat în 17 noiembrie 2005, la Wayback Machine.

Format:Delte